# Ichneutica nervosa
Ichneutica nervosa là một loài bướm đêm trong họ Noctuidae.